# Perozelo
Perozelo, ou Peroselo é uma povoação portuguesa sede da Freguesia de Perozelo do Município de Penafiel, freguesia com 4,92 km² de área e 1317 habitantes (censo de 2021), tendo, por isso, uma densidade populacional de 267,7 hab./km².

## Demografia
A população registada nos censos foi:
| Distribuição da População por Grupos Etários | Distribuição da População por Grupos Etários | Distribuição da População por Grupos Etários | Distribuição da População por Grupos Etários | Distribuição da População por Grupos Etários |
| -------------------------------------------- | -------------------------------------------- | -------------------------------------------- | -------------------------------------------- | -------------------------------------------- |
| Ano                                          | 0-14 Anos                                    | 15-24 Anos                                   | 25-64 Anos                                   | > 65 Anos                                    |
| 2001                                         | 323                                          | 259                                          | 672                                          | 112                                          |
| 2011                                         | 260                                          | 202                                          | 733                                          | 151                                          |
| 2021                                         | 213                                          | 161                                          | 750                                          | 193                                          |

## Património

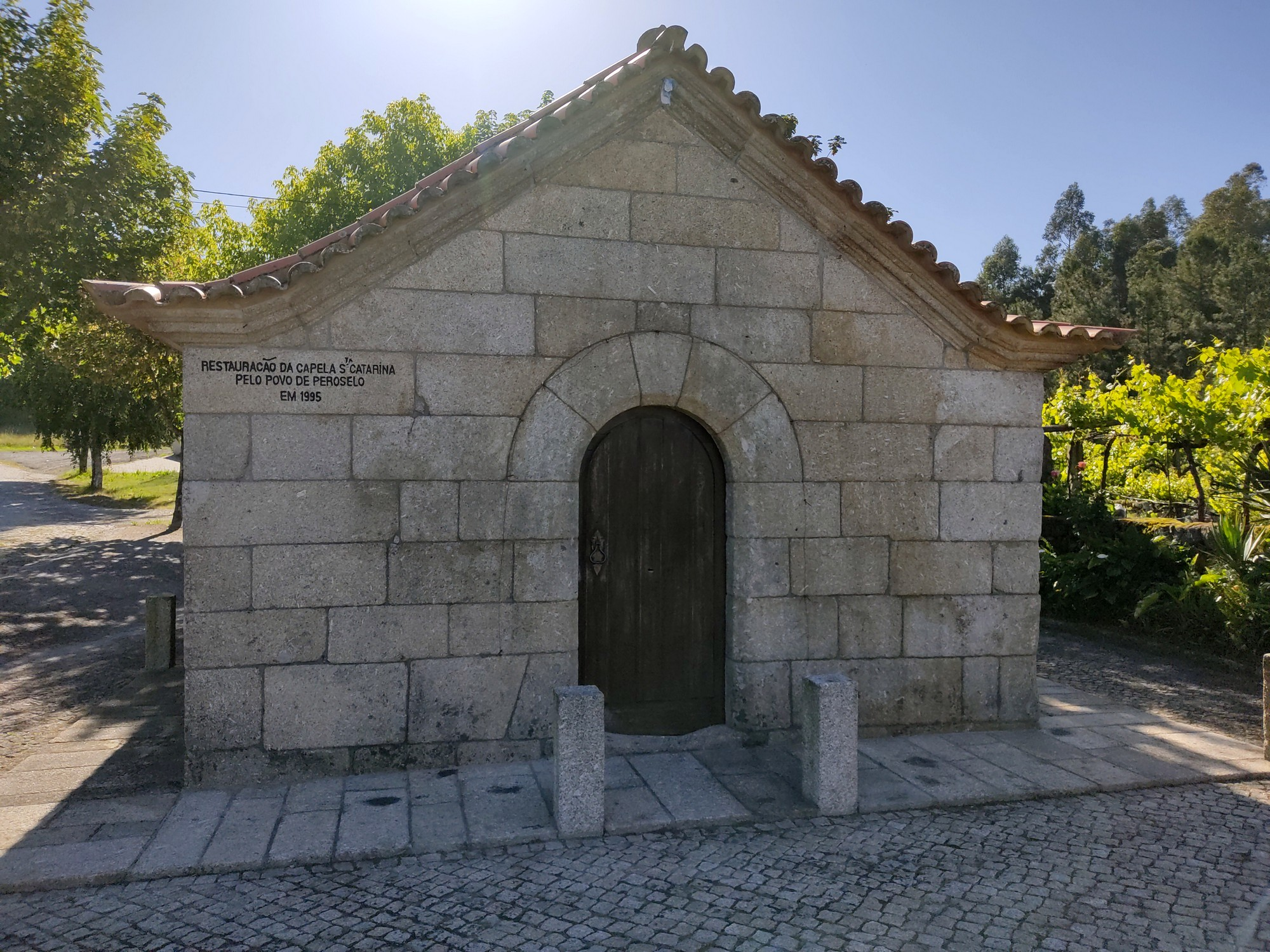
Capela de Santa Catarina

- Mata da Casa das Eiras, Tapada das Eiras (penedo com gravuras rupestres)
- Capela de Santa Catarina: possui traços específicos autenticadores da sua antiguidade (segundo alguns autores a capela foi construída no século XV): "porta românica de arco pleno, simples, soleira rota pelo secular vaivém dos fiéis, edificada ao lado dum monumento pré-histórico, talvez uma mamoa destruída, com quatro sepulturas dentro do seu perímetro exterior, abertas na rocha, duas antropormofas estando uma mutilada, e duas em forma de pia, estando uma esmoucada".  No largo da capela, fazia-se a feira mensal de Santa Catarina no dia 24, criada pela família dos Brandões (contadores do rei na cidade do Porto, morgados de Peroselo e Coreixas). Eram donos de quase todas as terras de Peroselo e, por via disso, "recebiam muitos carros de pão na «casa do Celeiro» e na «casa da Torre»".  Mais tarde, a feira foi transferida para Coreixas havendo duas versões para justificar o desagrado dos Brandões e tal mudança: a construção da capela da Senhora da Conceição pelos "fregueses" de Peroselo sem consultar os morgados ou o facto destes pensarem que os "fregueses" de Peroselo não cuidavam devidamente da capela de Santa Catarina. "(..) desgostosos mudaram a feira para Coreixas e nunca mais voltam à freguesia, obrigando os rendeiros de Peroselo a levar os foros a Coreixas".[6]

## Desporto
- Polidesportivo de Peroselo (Inaugurado - 29 de abril de 2017)

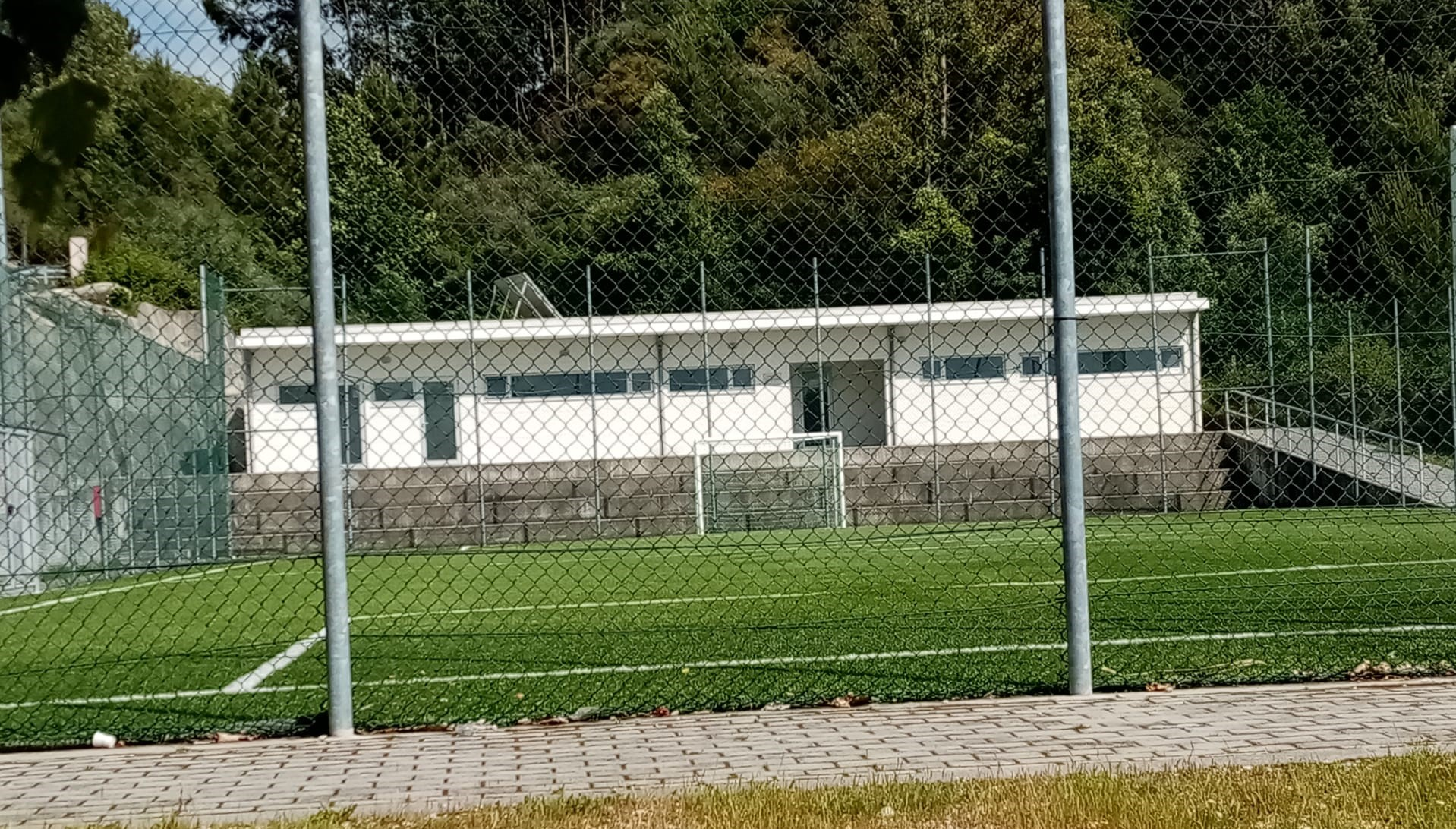
Polidesportivo de Peroselo